# マクシム・トピリン
マクシム・アナトリエヴィチ・トピリン（ロシア語: Макси́м Анато́льевич Топи́лин、ラテン文字転写の例：Maksím Anatól'yevich Topílin、1967年4月19日 - ）は、ロシアのエコノミスト、官僚、政治家。経済学博士候補。2004年から2008年まで、連邦労働雇用庁長官。2012年5月21日からドミートリー・メドヴェージェフ内閣のロシア労働・社会保護大臣。

## 経歴・人物
1988年モスクワ国民経済大学（現在のプレハーノフ記念ロシア経済アカデミー）を卒業する。
1988年労働研究所で研究助手として勤務。1994年から2001年までロシア連邦政府で労働・保健（厚生）社会福祉分野の専門家、コンサルタントとして勤務した。1996年安全衛生管理部門コンサルタント。1997年社会開発局コンサルタントを経て、1998年社会開発局社会政策労働部長。
2001年ロシア連邦労働社会開発省次官。2004年から2008年まで、連邦労働雇用庁（ロストルード）長官。また、この間2005年にはロシア連邦首席国家労働監督官（国家労働監督長官）も務めた。2008年7月31日、ロシア保健・社会開発省次官。2012年5月21日、ドミートリー・メドヴェージェフ内閣で新設されたロシア連邦労働・社会保護大臣。2012年9月19日、ウラジーミル・プーチン大統領は、大統領令で命じた施策が次期予算案に反映されていないと激怒し、トピリン、オレグ・ゴヴォルン地域開発相、ドミートリー・リヴァーノフ文相の三閣僚を懲戒処分にした。
私生活では、夫人との間に二女がいる。
ヴェドモスチ紙の報道によると、ブルガリアに二軒の家屋を含む134平方メートルの不動産を所有している。